# Réserve naturelle de Djupdalen et Kjaglidalen
La réserve naturelle de Djupdalen et Kjaglidalen  est une réserve naturelle norvégienne qui est située dans le comté d'Akershus.

## Description
Les réserves naturelles de Djupdalen et Kjaglidalen sont situées dans les municipalités de Hole et Bærum. Elle a été créée le 20 mars 2015 par la fusion de la réserve paysagère de Djupdalen et de la réserve naturelle de Kjaglidalen, toutes deux protégées le 14 juin 2002. Le but de la réserve naturelle est de préserver une zone qui constitue une faille géologique particulière avec la roche magmatique de type Porphyre, et qui contient une nature menacée, rare et vulnérable.
La zone protégée est constituée d'une vallée de faille qui s'étend dans une direction nord-nord-ouest. Elle est la plus grande du rift d'Oslo. La vallée est en forme de V et dans le fond de la vallée coule l'Isielva. À certains endroits, les flancs de la vallée sont si escarpés que la vallée forme une gorge. C'est une vallée sauvage où le substratum rocheux est constitué d'un type particulier de roche, le porphyre rhombique. La forêt est dominée par l'épicéa commun avec des éléments de forêt de feuillus. Les parties sud de la vallée abritent une diversité exceptionnellement grande de types de végétation, d'espèces végétales et de communautés végétales. En outre, il existe un certain nombre d'espèces rares et intéressantes sur le plan géographique.

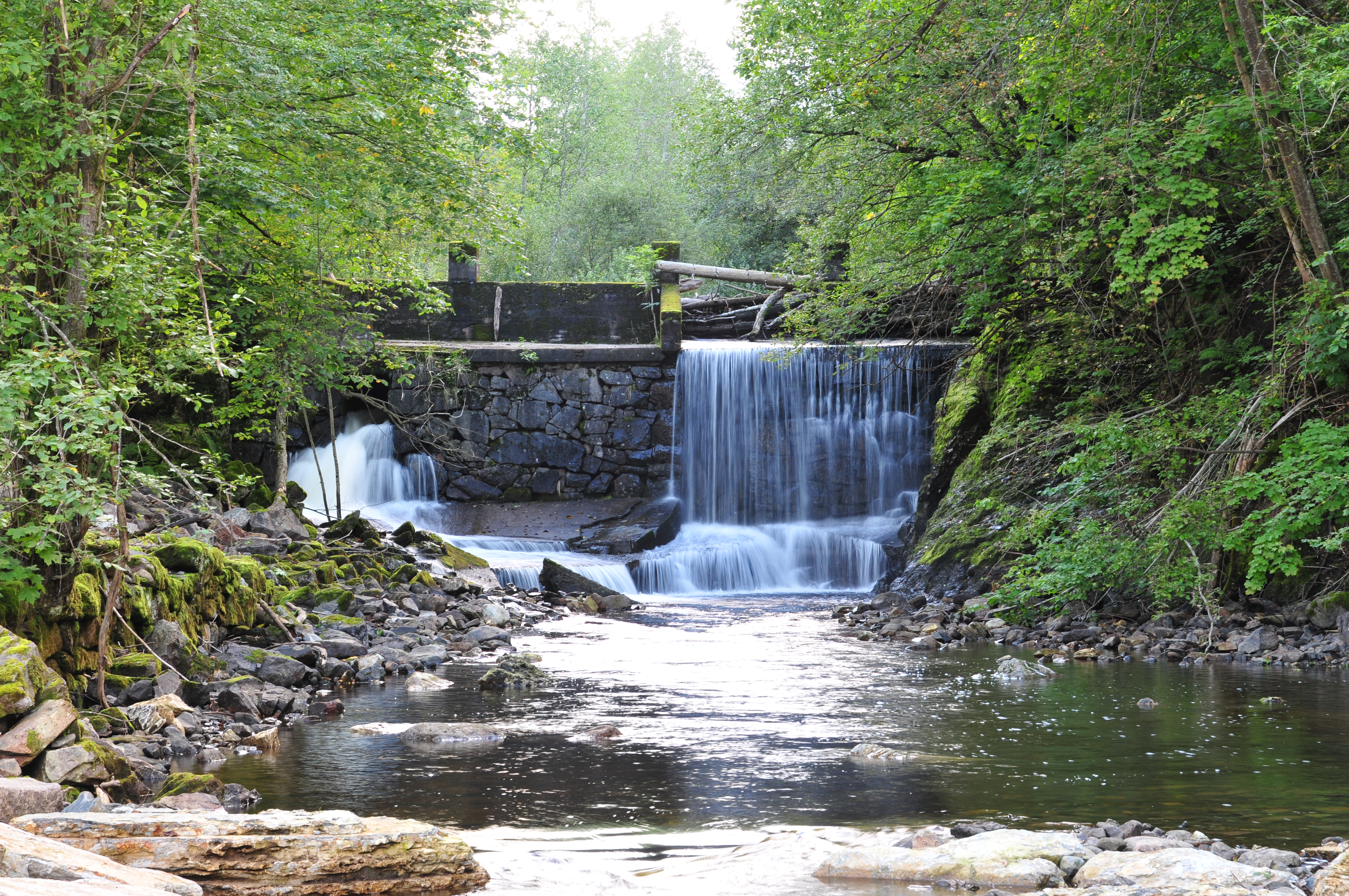
Isielva

Djupdalen a été utilisé dans le passé pour le pâturage, la chasse et la pêche. En bas dans la vallée, il y a des traces d'habitations et de trafic animé, tandis que les parties supérieures ont été moins utilisées.
La protection de la vallée a été principalement justifiée sur la base de critères géologiques. Djupdalen est la seule zone où il existe une série complète de couches de roches de lave à Krokskogen. C'est ici que l'on a compris pour la première fois l'ordre de formation et la structure des roches de lave qui se sont répandues sur Krokskogen au Permien il y a 250 millions d'années. La région est donc bien adaptée à la recherche et à l'enseignement géologiques.